# كاثرين فيرفاكس رايت
كاثرين فيرفاكس رايت (بالإنجليزية: Katherine Fairfax Wright)‏ هي مخرجة ومخرجة أمريكية، ولدت في 1983.

## وصلات خارجية
- كاثرين فيرفاكس رايت على موقع IMDb (الإنجليزية)
- كاثرين فيرفاكس رايت على موقع IMDb (الإنجليزية)
- كاثرين فيرفاكس رايت على موقع قاعدة بيانات الفيلم (الإنجليزية)